# Gyula Szilágyi
Gyula Szilágyi (ur. w 1913 w Győrze, zm. 21 sierpnia 1957 w Budapeszci) – węgierski zapaśnik walczący w stylu klasycznym. Olimpijczyk z Londynu 1948, gdzie zajął piąte miejsce w kategorii do 52 kg.
Mistrz Węgier w 1946, 1947 i 1949; drugi w 1945, 1950; trzeci w 1943 w stylu klasycznym. Pierwszy w 1946, 1949; drugi w 1947; trzeci w 1943 i 1945 w stylu wolnym.

## Letnie Igrzyska Olimpijskie 1948
| Konkurencja          | Rundy eliminacyjne    | Rundy eliminacyjne   | Rundy eliminacyjne   | Rundy eliminacyjne  | Rundy eliminacyjne       | Klas. końcowa |
| Konkurencja          | Przeciwnik I          | Przeciwnik II        | Przeciwnik III       | Przeciwnik IV       | Przeciwnik V             | Miejsce       |
| -------------------- | --------------------- | -------------------- | -------------------- | ------------------- | ------------------------ | ------------- |
| 52 kg styl klasyczny | Manuel Varela (ARG) Z | Edmond Faure (FRA) Z | Malte Möller (SWE) P | Kenan Olcay (TUR) Z | Reino Kangasmäki (FIN) Z | 5.            |